# Robin Neupert
Robin Neupert (* 19. August 1991 in Heilbronn) ist ein ehemaliger deutscher Fußballspieler. 

## Karriere
Neupert spielte in seiner Jugend unter anderem für den VfB Stuttgart. 2006 wechselte er zur TSG 1899 Hoffenheim. 2008 wurde er dort mit der B-Jugend Deutscher Meister. Ab Herbst 2009 wurde er auch in der zweiten Mannschaft der Hoffenheimer eingesetzt. Zweimal stand er im Kader der ersten Mannschaft, kam aber nicht zum Einsatz. 2012 ging er als Innenverteidiger ablösefrei zu Preußen Münster. Bei dem Drittligisten unterschrieb er einen Zweijahresvertrag. Sein Debüt in der 3. Liga gab er am 2. Spieltag der Saison 2012/13 beim 1:0-Sieg gegen den Chemnitzer FC. Nach zwei Jahren verließ er die Preußen wieder und wechselte zum SV Waldhof Mannheim in die Regionalliga Südwest. 2016 kehrte Neupert in seinem Heimat zur Neckarsulmer Sport-Union in die Oberliga zurück. Nach der Saison 2021/22 beendete er seine Karriere.
Ab 2016 absolvierte er parallel zu seinem Engagement in der Oberliga seine Ausbildung im Büromanagement und nahm ab 2023 seine Tätigkeit für einen der größten Online-Shops für Angelbedarf auf. Ab 2022 war Neupert Teammanager und Co-Trainer für die Neckarsulmer Sport-Union tätig. Im Januar 2024 übernahm er die Ämter des Cheftrainers sowie der sportlichen Leitung übergangsweise bis zum Sommer 2024. Im Mai 2024 gab er bekannt seine Ämter bei der Sport-Union Neckarsulm niederzulegen, einige Monate später schloss er sich als Co-Trainer dem Lokalrivalen Türkspor Neckarsulm an.

## Erfolge
mit der TSG Hoffenheim
- Deutscher B-Jugend-Meister: 2008
- DFB-Junioren-Vereinspokal-Sieger: 2010

mit Waldhof Mannheim
- Meister der Regionalliga Südwest: 2016